# Carson, Pirie, Scott and Company Building
Il Sullivan Center, precedentemente noto come Carson, Pirie, Scott and Company Building o Carson, Pirie, Scott and Company Store, è un edificio commerciale situato al numero 1 di South State Street all'angolo di East Madison Street a Chicago, Illinois. Louis Sullivan lo progettò per l'azienda di vendita al dettaglio Schlesinger & Mayer nel 1899 e lo ampliò successivamente prima che H.G. Selfridge & Co. acquistasse la struttura nel 1904. Questa società occupò la struttura solo per poche settimane prima di venderla (il terreno sotto di essa era di proprietà di Marshall Field all'epoca) a Otto Young, che poi la affittò a Carson Pirie Scott per $7.000 al mese, che occupò l'edificio per più di un secolo fino al 2006. Successive aggiunte furono completate da Daniel Burnham nel 1906 e Holabird & Root nel 1961.
L'edificio è stato utilizzato per scopi commerciali dal 1899 ed è un Chicago Landmark dal 1975. Fa parte del Loop Retail Historic District.

## Architettura

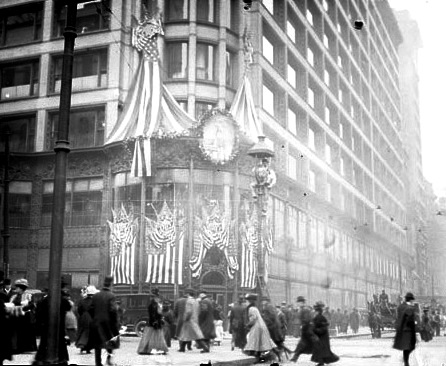
Decorazione per il 100esuimo compleanno di Abraham Lincoln nel 1909

Il Sullivan Center fu inizialmente sviluppato a causa del Grande Incendio di Chicago del 1871. Nel 1872, Leopold Schlesinger e David Mayer decisero di aprire un negozio di generi alimentari. Si erano conosciuti lavorando insieme prima dell'incendio di Chicago. Leopold Schlesinger era immigrato a Chicago nel 1862 dalla Germania, e David Mayer era stato portato negli Stati Uniti d'America da bambino nel 1852, anch'egli dalla Germania. Nel 1881 Schlesinger e Mayer avevano trasferito il loro negozio di generi alimentari nell'edificio Bowen che si trovava all'angolo di State e Madison. Nel 1890, Schlesinger e Mayer assunsero Adler e Sullivan per preparare i piani per la rimozione del piano mansarda dell'edificio Bowen e l'aggiunta di due piani attraverso l'edificio Bowen e l'adiacente struttura a quattro piani a sud. Le facciate furono aggiunte per corrispondere ai piani inferiori dell'edificio e l'edificio fu dipinto di bianco.
Nel 1892, Schlesinger e Mayer assunsero Adler e Sullivan per ulteriori ristrutturazioni e l'aggiunta di un nuovo ingresso all'angolo di State e Madison. Nel 1896, Sullivan, non più lavorando con Adler, fu richiamato da Schlesinger e Mayer per ridisegnare la facciata e aggiungere due piani al nuovo edificio a quattro piani affittato su Wabash Avenue, nonché collegarlo al negozio di State Street. Questo non avvenne mai perché Schlesinger e Mayer cambiarono idea per farne un edificio di dieci piani, cosa che non avvenne mai. Alla fine fu dipinto di bianco e poi fu aggiunto un ponte che collegava il secondo piano dell'edificio alla ferrovia sopraelevata. Nel 1898, Schlesinger e Mayer decisero di rimuovere l'edificio originale situato su State e Madison e sostituirlo con un nuovo edificio progettato da Sullivan. Sullivan aveva sia una proposta di nove che di dodici piani per questo nuovo edificio. Alla fine iniziarono con una porzione di nove piani dell'edificio che fu realizzata sul lato di Madison Street accanto alla parte originale delle ristrutturazioni di Adler e Sullivan. Nel 1902, Schlesinger e Mayer tornarono da Sullivan desiderando un edificio di venti piani su State e Madison, accontentandosi infine dei dodici piani finali. La parte di Madison Street che era stata aggiunta in precedenza non poteva sostenere strutturalmente dodici piani e quindi fu lasciata così com'era. Sullivan ideò un piano in tre fasi per completare il nuovo edificio e consentire a Schlesinger e Mayer di continuare il loro business durante la stagione natalizia
L'edificio è notevole per la sua struttura a telaio in acciaio, che ha permesso un drammatico aumento dell'area delle finestre grazie a finestre ad arco, che a loro volta hanno permesso la massima quantità di luce naturale all'interno degli edifici. Questa struttura a telaio in acciaio utilizza la tecnica post-and-lintel per fornire uno scheletro in acciaio resistente, leggero e ignifugo. L'esterno dell'edificio consiste di una griglia di pilastri e spandrelli che rivela la tecnica post-and-lintel che sostiene l'edificio. Il design fu il primo utilizzo di ciò che divenne noto come la finestra di Chicago. A livello della strada, le ampie distese di vetro consentivano di esporre più grandi quantità di merci al traffico pedonale esterno, creando l'idea della vetrina sul marciapiede. Tra le finestre c'erano bande di terracotta, sostituendo un piano precedente per il marmo bianco della Georgia, per risparmiare costi e peso ed evitare ritardi dovuti allo sciopero degli scalpellini. Il progetto includeva anche un sistema antincendio, alimentato da una torre dell'acqua di 12 m sul tetto.

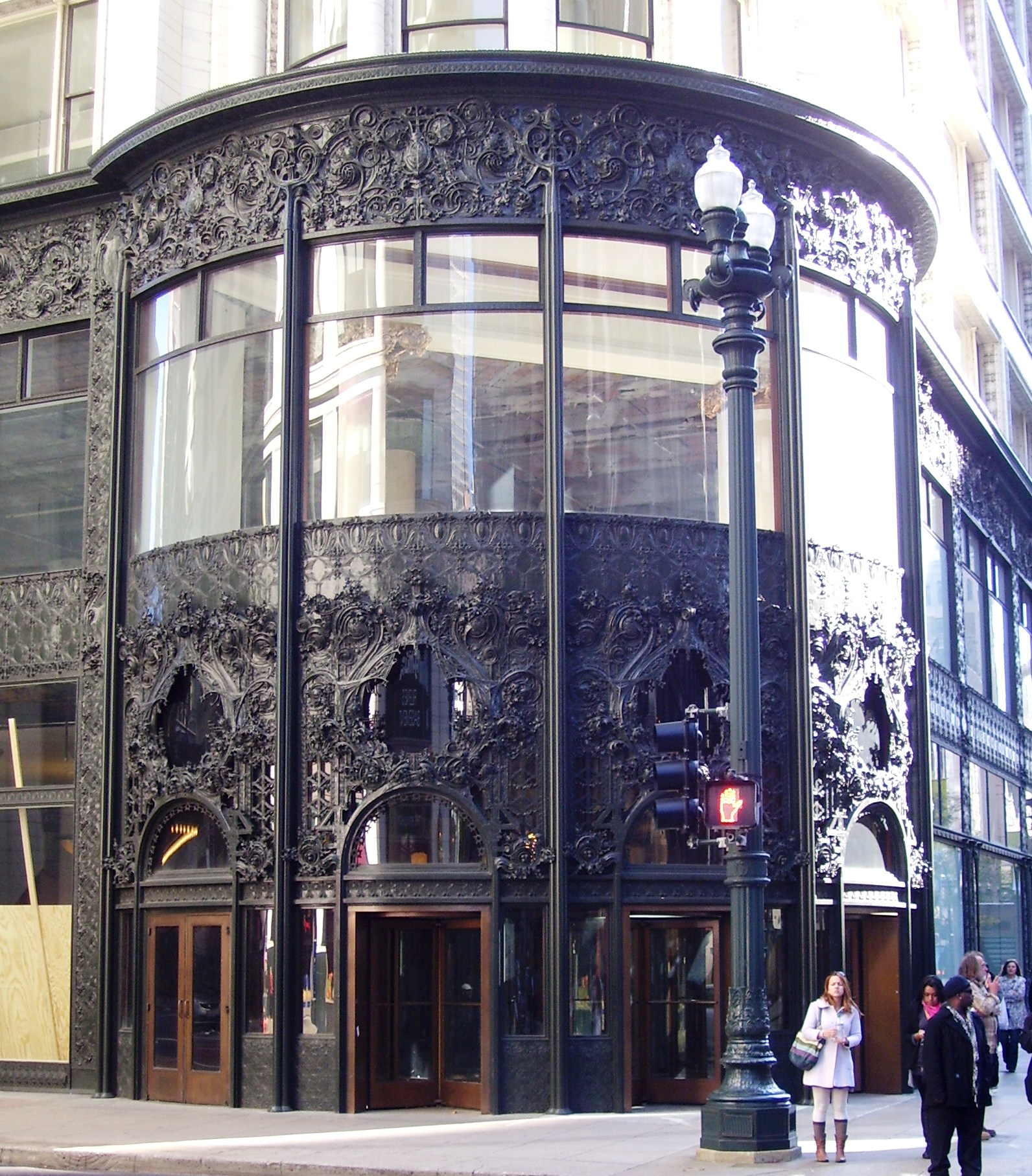
Ingresso a nord-est

Sullivan progettò l'ingresso angolare per essere visibile sia da State che da Madison. L'attraente ornamentazione sopra l'ingresso conferirebbe al negozio una personalità elegante e unica, importante per la competizione dell'edificio con i negozi vicini. L'edificio è una delle strutture classiche della Scuola di Chicago. Il modo in cui questa tecnica è stata utilizzata ai piani inferiori dell'edificio era così elaborato da utilizzare la luce naturale e le ombre per sembrare quasi come se stesse magicamente fluttuando sopra il terreno. L'ultimo piano delle sezioni dell'edificio del 1899 e del 1904 è stato arretrato per creare una stretta loggia sormontata da una cornice intricatamente dettagliata che proiettava oltre la facciata dell'edificio. Questo fu rimosso intorno al 1948 e il dodicesimo piano fu ridisegnato per replicare i piani inferiori. Nel novembre 1897, Schlesinger & Mayer aprì un ponte pedonale che collegava il suo secondo piano alla stazione ferroviaria sopraelevata Madison/Wabash alle sue spalle, suscitando molte polemiche. La città aveva ordinato di interrompere i lavori sul ponte il sabato 20 novembre, ma durante la notte 200 operai completarono il ponte in segreto e lo aprirono il giorno successivo, come un fatto compiuto.
Si sarebbe dimostrato di rendere il negozio identificabile da lontano. Anche questo ponte era ricoperto di elaborati lavori in metallo e offriva un senso di ingresso speciale a coloro che lo utilizzavano. Nel maggio 1904 Harry Selfridge, il fondatore dei Selfridges di Londra, acquistò l'edificio e vi gestì brevemente il suo negozio H. G. Selfridge & Co., con una grande inaugurazione a metà giugno, ma solo due mesi dopo, a metà agosto 1904, lo vendette a Carson Pirie Scott. Nel 1961, Carson, Pirie, Scott costruì un'appendice a sud dell'edificio, aggiungendo 59.500 mq di area di vendita.
Nel febbraio 2006, fu completata la prima fase di un restauro pluriennale della facciata superiore dell'edificio. Oltre alla pulizia, furono ricreate la cornice e le colonne di supporto al dodicesimo piano. Un rapporto del 2001 poneva il budget a $68,9 milioni per questa ristrutturazione.
Nell'agosto 2006, Bon-Ton Stores Inc., società madre di Carson, Pirie, Scott, annunciò che dopo la stagione natalizia del 2006, il grande magazzino nell'edificio avrebbe chiuso. Non furono immediatamente annunciati i possibili occupanti dell'edificio dopo la chiusura del negozio. Dopo aver tenuto vendite di svendita, Carson's chiuse nel febbraio 2007.
Il complesso di tre edifici da 87.695,3 metri quadrati, ora rinominato Sullivan Center, è attualmente di proprietà di Madison Capital, una società immobiliare privata con sede a New York City.
Nel 2008, è iniziato un secondo progetto di ristrutturazione dei lavori in ferro decorativo sui tre piani inferiori. Questo includeva la facciata di State Street così come le parti posteriori dell'edificio che si affacciano su Wabash Avenue. Parte del finanziamento per questa ristrutturazione è stato fornito dalla città di Chicago. La facciata di Wabash è stata completata nell'agosto 2009 e i lavori su State Street alla fine del 2010.
Gli inquilini del Sullivan Center includono The Chicago Community Trust, la School of the Art Institute of Chicago e Gensler. Nel dicembre 2010, Freed and Associates annunciò di essere in trattative con il rivenditore Target, che aveva espresso interesse ad occupare parte della struttura. Il 15 febbraio 2011, il rivenditore annunciò che avrebbe affittato 11.600 metri quadrati distribuiti su due piani dell'edificio. Il nuovo negozio ha aperto il 26 luglio 2012 ed è stato accolto con recensioni favorevoli per il suo design pulito pur essendo sensibile al carattere storico della struttura. Nell'ottobre 2021, la facciata scura dell'ingresso di Target è diventata virale su TikTok, soprannominata affettuosamente "Goth Target".